# Calliphora suturata
Calliphora suturata este o specie de muște din genul Calliphora, familia Calliphoridae. A fost descrisă pentru prima dată de Bertoloni în anul 1861.
Este endemică în Mozambic. Conform Catalogue of Life specia Calliphora suturata nu are subspecii cunoscute.